# Harlange
Harlange är en ort i Luxemburg.   Den ligger i distriktet Diekirch, i den nordvästra delen av landet, 40 kilometer nordväst om huvudstaden Luxemburg. Harlange ligger 424 meter över havet och antalet invånare är 378.
Terrängen runt Harlange är platt.  Närmaste större samhälle är Wiltz, 11,0 kilometer öster om Harlange.
I omgivningarna runt Harlange växer i huvudsak blandskog. Runt Harlange är det ganska glesbefolkat, med 43 invånare per kvadratkilometer.